# Вукадинович, Милян
Милян Вукадинович (серб. Миљан Вукадиновић / Miljan Vukadinović; 27 декабря 1992, Белград, Союзная Республика Югославия) — сербский футболист, полузащитник сербского клуба «Младост» Нови-Сад.

## Карьера
В январе 2018 года перешёл в сербский клуб «Земун».
В январе 2019 года стал игроком сербского клуба «Напредак».
В январе 2020 года подписал контракт с клубом «Воеводина».

## Достижения
«Млада-Болеслав»
- Победитель Типспорт лиги : 2017

«Воеводина»
- Обладатель Кубка Сербии: 2019/20

## Клубная статистика
| Игровая карьера | Игровая карьера  | Игровая карьера | Лига | Лига | Кубок | Кубок | Межд. | Межд. | Др. | Др. |
| --------------- | ---------------- | --------------- | ---- | ---- | ----- | ----- | ----- | ----- | --- | --- |
| 2019/20         | Воеводина        | А               | 8    | 2    | 3     | 1     | —     | —     | —   | —   |
| 2020/21         | Воеводина        | А               | 31   | 11   | 3     | 0     | 1     | 0     | —   | —   |
| 2021/22         | Воеводина        | А               | 30   | 7    | 2     | 1     | 1     | 0     | —   | —   |
| 2022            | Тобол (Костанай) | А               | 6    | 1    | 2     | 0     | 6     | 0     | —   | —   |
| 2023            | Тобол (Костанай) | А               | 19   | 1    | 6     | 1     | 8     | 2     | —   | —   |